# Cissus craibii
Cissus craibii är en vinväxtart. Cissus craibii ingår i släktet Cissus och familjen vinväxter.

## Underarter
Arten delas in i följande underarter:
- C. c. craibii
- C. c. dissecta